# KNM Andenes (K01)
KNM Andenes (K01) je bila korveta razreda flower Kraljeve norveške vojne mornarice, ki je bila operativna med drugo svetovno vojno.

## Zgodovina
1. oktobra 1941 je Kraljeva vojna mornarica predala HMS Acanthus (K01) Norveški, ki jo je po vojni (leta 1946) odkupila in preuredila v ladjo za zaščito ribolova. Leta 1950 so ladjo preuredili v fregato in jo preimenovali v KNM Andenes (F307). V aktivni službi je ostala do leta 1956, ko so jo prodali in preuredili v kitolovko. Ladjo so leta 1970 razrezali na Japonskem.